# Calbovista
Calbovista é um gênero de fungos que contém uma única espécie, Calbovista subsculpta. É um fungo comum nas Montanhas Rochosas e nas cadeias da costa do Pacífico do oeste da América do Norte. O fungo é mais ou menos esférico, com um diâmetro de até 15 cm, inicialmente branco, tornando-se acastanhado com o envelhecimento, e coberto por placas ou escamas rasas em forma de pirâmide. Frutifica isoladamente ou em grupos ao longo de estradas e em florestas abertas em altas elevações, do verão ao outono.
Embora tenha sido originalmente descrito como novo para a ciência por Elizabeth Eaton Morse [en] em 1935, não foi validamente publicado até 60 anos depois. A espécie é nomeada por sua semelhança com Calvatia sculpta [en], da qual pode ser geralmente distinguida no campo por suas "verrugas" piramidais menos proeminentes e, microscopicamente, pelos ramos semelhantes a chifres de seu capilício (material filamentoso entre os esporos). Calbovista subsculpta é uma espécie comestível enquanto sua polpa interna (a gleba) ainda está firme e branca. À medida que o fungo amadurece, seu interior torna-se marrom-escuro e pulverulento devido aos esporos maduros.

## Taxonomia
Em seu artigo de 1935 na revista Mycologia [en], a micologista americana Elizabeth Eaton Morse observou a existência de um fungo abundante e amplamente distribuído no oeste dos Estados Unidos, frequentemente identificado erroneamente como Calvatia sculpta, embora diferisse dessa espécie por possuir filamentos extensivamente ramificados. O fungo apresentava características que o alinhavam com vários outros táxons. O perídio era semelhante ao de Calvatia sculpta, Calvatia caelata (atualmente conhecida como Calvatia bovista [en]), Scleroderma flavidum e Scleroderma aurantium (agora Scleroderma citrinum [en]); a base enraizada era semelhante à de Bovistella [en]; e a estrutura dos filamentos lembrava Bovista, Bovistella e Mycenastrum [en]. No entanto, a nova espécie possuía uma combinação única de características e não se encaixava perfeitamente em nenhum gênero já descrito. Como resultado, Morse criou o novo gênero Calbovista para abrigar Calbovista sculpta. A coleta-tipo foi feita em Soda Springs, Califórnia, em maio de 1934, a uma elevação de 2.062 metros. A publicação do gênero por Morse foi inválida porque não incluía uma descrição em latim — um requisito do Código Internacional de Nomenclatura Botânica implementado a partir de 1º de janeiro de 1935. O gênero e a espécie foram validados com uma descrição em latim por Michelle Seidl em 1995.
Alexander H. Smith descreveu uma variedade, Calbovista subsculpta var. fumosa, em 1965, com base em uma coleta feita na Floresta Nacional de Kaniksu [en] (nordeste de Washington) em 1964. Essa variedade, conhecida apenas da localidade-tipo, difere da variedade nominal por seu perídio externo acinzentado e escamas minúsculas. Como foi baseada em um gênero inválido, também era inválida; foi posteriormente publicada corretamente em 2012 com o nome completo e autoria Calbovista subsculpta var. fumosa A.H.Sm. ex J.C.Coetzee & A.E.van Wyk.
Calbovista é geralmente classificada na família Lycoperdaceae, embora o status nomenclatural desse grupo seja incerto, pois algumas autoridades o aglutinam à Agaricaceae. Em contraste, Sanford Myron Zeller [en] colocou Calbovista em Mycenastracae, uma família criada por ele em 1948 para conter Calbovista e Mycenastrum, dois gêneros unidos por semelhanças na morfologia do capilício. Mycenastraceae não é atualmente considerada de significância taxonômica independente e é sinonimizada com a família Agaricaceae.
O nome do gênero Calbovista combina as partes cal, referindo-se ao aliado Calvatia, e bovista, aludindo à semelhança do gênero com Bovista e Bovistella. O epíteto específico subsculpta refere-se à sua semelhança com Calvatia sculpta, uma espécie com a qual foi frequentemente confundida. Nomes comuns em inglês usados para se referir ao fungo incluem sculptured puffball, sculptured giant puffball e warted giant puffball.

## Descrição
Os corpos frutíferos são de formato irregular, semelhantes a um pião, a aproximadamente esféricos, medindo de 7 a 17 cm de largura por 6 a 12 cm de altura. Possuem um perídio de duas camadas. A camada externa do perídio (exoperídio) é espessa e coriácea (exceto onde se afina em direção à base), com espessura de 5 a 10 mm. É dividida em pirâmides de três a seis lados, geralmente rombudas, mas às vezes pontiagudas. As pirâmides têm de 5 a 8 mm de espessura. Apresentam marcações paralelas, uma característica que Morse atribuiu às diferenças na taxa de crescimento causadas por variações de temperatura entre o dia e a noite. Os centros das pirâmides possuem pelos curtos acastanhados. As pirâmides cobrem todo o perídio, exceto próximo à base, onde é liso. As "verrugas" na superfície de corpos frutíferos jovens podem ser desproporcionalmente espessas.
O perídio interno é uma membrana fina e brilhante que se afunda nas áreas demarcadas pelas placas piramidais. A base do fungo, que ocupa cerca de um terço a um quarto da parte inferior do corpo frutífero, consiste em câmaras de tamanho moderado que persistem mesmo após a maturação da gleba e a dispersão dos esporos. A base pode assumir um tom arroxeado após a meteorização. A base está enraizada no solo por rizomorfos. Inicialmente branca, a gleba muda de cor de amarelo para marrom-dourado e, finalmente, marrom-escuro à medida que os esporos amadurecem. À medida que a gleba seca, o perídio interno também seca e racha, expondo a massa de esporos nas fendas entre as escamas. A gleba é sustentada por uma subgleba amarelada a marrom-clara. A polpa não tem odor e possui um sabor suave.
Os esporos esféricos medem 3 a 5 μm, incluindo uma cobertura externa de cerca de 0,5 μm. Sua textura superficial varia de lisa a levemente verrucosa. Possuem uma gotícula oleosa e um pedicelo (pequeno caule) translúcido de até 2,5 μm de comprimento. Os basídios (células portadoras de esporos) são em forma de clava, com quatro esporos, e medem 10 a 12,5 μm de comprimento por 5 a 7,5 μm de largura. O capilício é composto por filamentos curtos, altamente ramificados e entrelaçados, medindo 5 a 10 μm de largura com paredes de até 2,5 μm de espessura. Os filamentos não possuem septos.
|                                                                                    |                                                |                                                                      |
| Micrografia óptica do capilício caracteristicamente ramificado em forma de chifre. | Micrografia eletrônica de capilício e esporos. | Os esporos possuem uma superfície levemente verrucosa e um pedicelo. |

### Espécies semelhantes
No campo, os fungos de Calbovista podem ser difíceis de distinguir confiavelmente de Calvatia sculpta. Embora esta última tenha "verrugas" piramidais proeminentes, alguns espécimes de Calbovista (especialmente os jovens) podem compartilhar essa característica, tornando a distinção menos clara. Diferenças microscópicas podem ser usadas para separar as duas espécies: os fungos de Calvatia não possuem um capilício altamente ramificado e entrelaçado. Outra espécie semelhante, Mycenastrum corium, tem um perídio liso, uma base reduzida ou ausente, tende a se abrir na maturidade em seções de formato irregular, e possui filamentos espinhosos. Calvatia subcretacea, também encontrada em altas elevações sob coníferas no oeste da América do Norte, tem corpos frutíferos menores, medindo até 4 cm de altura e 5 cm de largura, com "verrugas" pequenas e pontiagudas com pontas acinzentadas. Calvatia booniana [en] é uma espécie grande — com até 60 cm de diâmetro — encontrada em pastagens abertas e áreas gramadas do oeste dos Estados Unidos, com escamas poligonais planas no perídio externo. Além de seu tamanho maior, difere de Calbovista por não possuir uma base estéril e por seus capilícios serem menos ramificados e possuírem septos.

## Habitat e distribuição
Calbovista é saprófita, que decompõe material vegetal morto. Seus corpos frutíferos crescem isoladamente, em grupos ou, ocasionalmente, em aglomerados. A frutificação ocorre de abril a agosto em áreas com rochas fragmentadas misturadas ao solo ou em florestas de coníferas abertas, em elevações que variam de 900 a 3.400 metros. Outro habitat comum é às margens de estradas. Calbovista é comum em montanhas. Sua distribuição abrange as Montanhas Rochosas e as cadeias da costa do Pacífico do oeste dos Estados Unidos. No lado leste da Cordilheira das Cascatas, é frequentemente encontrada sob Pinus ponderosa. Foi coletada na Califórnia, Colorado, Idaho, Washington, Wyoming, e Oregon. Sua distribuição se estende ao norte até Colúmbia Britânica e Alasca. Calbovista é frequentemente encontrada por caçadores de Morchella na primavera, pois cresce em habitats semelhantes.

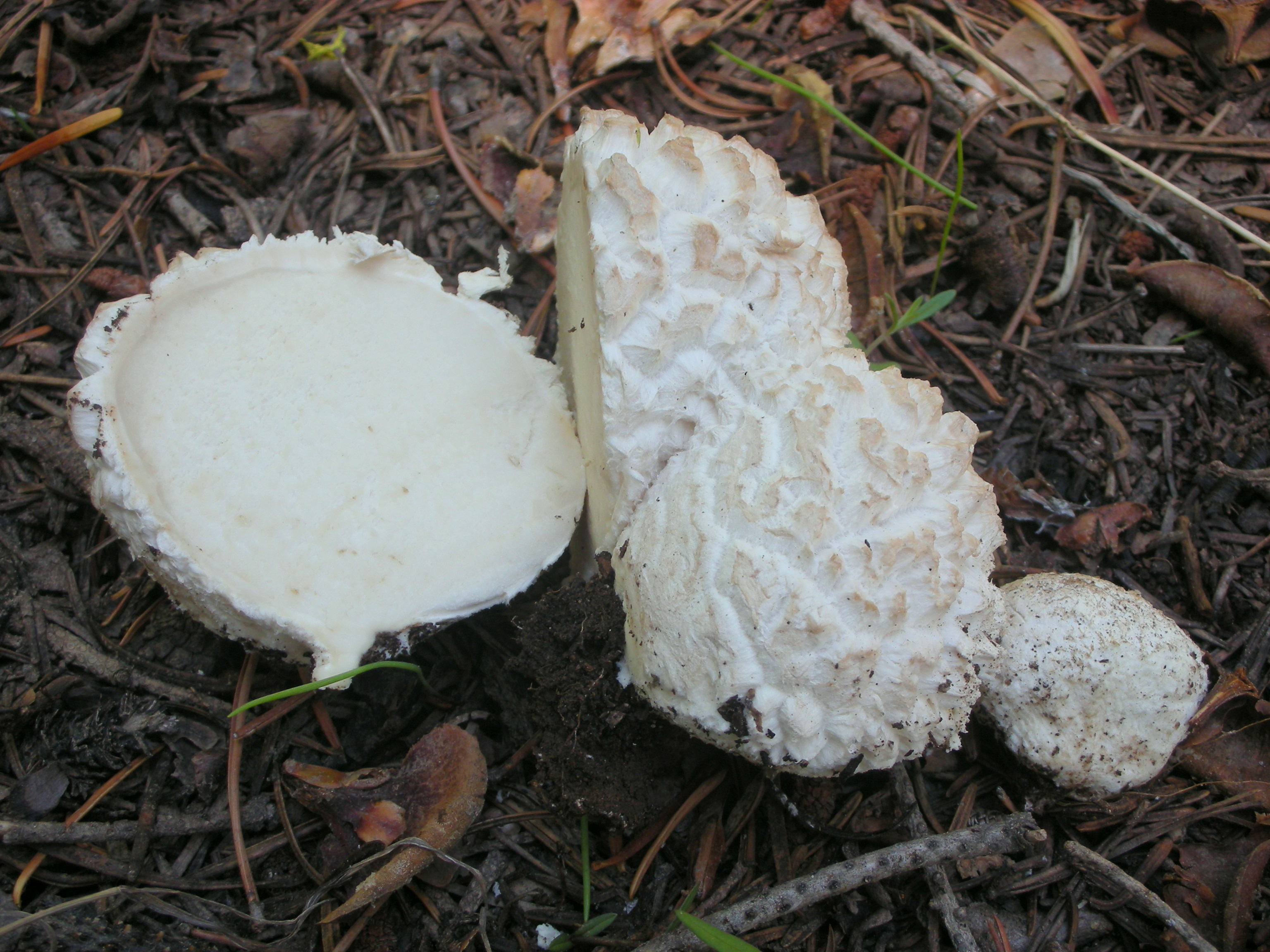
A gleba interna, ainda branca e firme.

## Usos
Os fungos são comestíveis quando a gleba interna ainda está firme e branca.